# Linnaemya neavi
Linnaemya neavi är en tvåvingeart som beskrevs av Charles Howard Curran 1934. Linnaemya neavi ingår i släktet Linnaemya och familjen parasitflugor. Inga underarter finns listade i Catalogue of Life.